# Груба

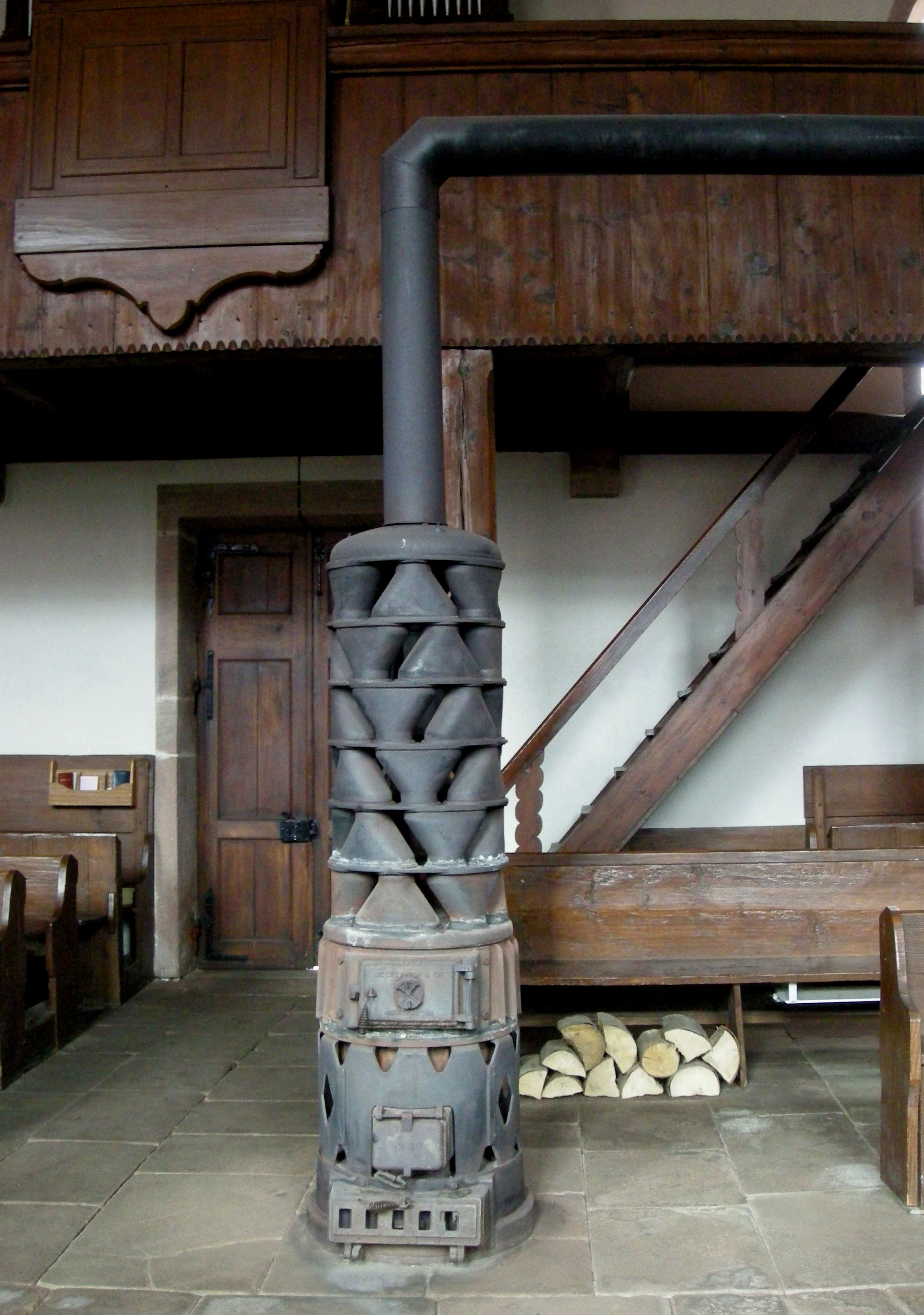
Ельзаська піч з великим теплообмінником відпрацьованих газів в церкві (Фуде, Франція)

Гру́ба, грубка (через пол. gruba від нім. Grube) — домашня пічка на дровах або вугіллі, зазвичай використовується для опалення житла, а при наявності зручної поверхні і приготування їжі. Закриті печі є ефективнішими, бо запобігають витоку теплого повітря з приміщення в трубу. Забруднення повітря вогнищем сприяло поліпшенню дизайну пристрою для розведення та підтримання вогню.
Ця стаття, в основному, стосується закритих печей на твердому паливі, призначених для опалення приміщень.

## Будова печі
- Топка — внутрішній об'єм, де відбувається згоряння.
- Піддувало (піддувайло)  — отвір між топкою і зольником, перекритий колосниками.
- Колосники́ — чавунні бруски, на яких відбувається згоряння.
- Дима́р (димохід, вивід, бовдур) — труба для відведення диму з печі.
- Ко́мин — нижня частина димаря.
- Зольни́к (попільник)  — ніша під колосниковою решіткою, куди зсипається зола з топки. Зачинена дверцятами.
- Верхня плита — верхня поверхня печі, споряджена конфорками. Призначена для приготування їжі.
- Духовка — ніша у печі поруч топки, закрита дверцятами. Призначена для приготування їжі.
- Дверці (дверцята)  — пристрій для зачиняння топкового отвору. У руській печі замість дверець використовують заслінку.
- Ка́гла́ — отвір у димоході, де розташована каглянка.
- Каглянка (затулка, заслінка) — засувка для димаря.

## Дров'яні печі

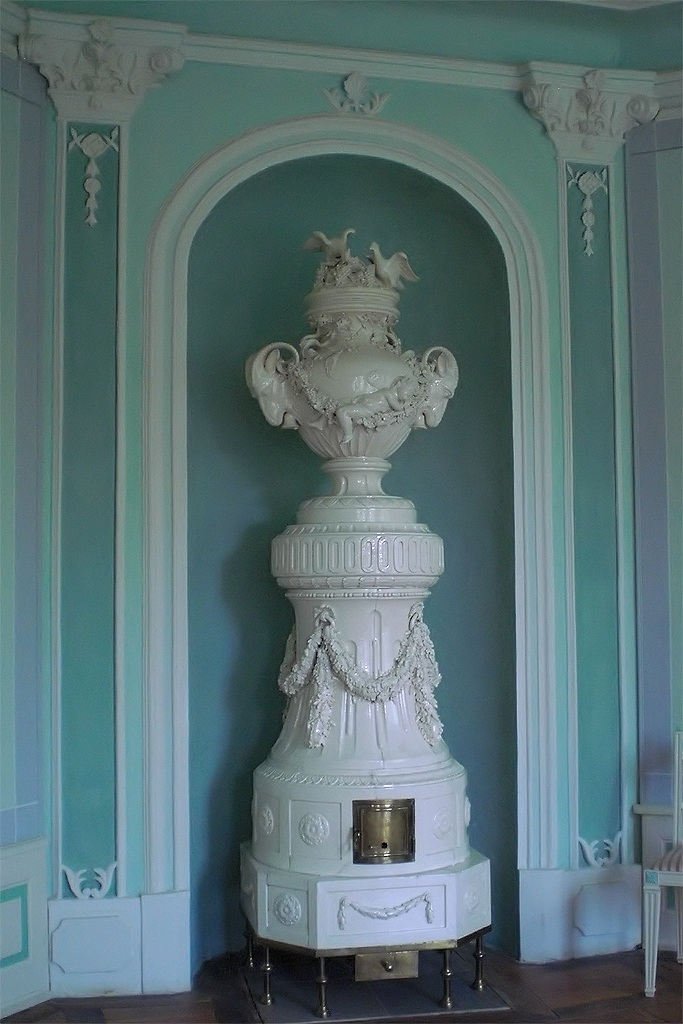
Піч початку XIX століття в стилі неокласицизму, оброблена глазурованою керамікою в готелі Schloss Wolfshagen (Прігніц, Бранденбург)

## Вугільні печі
Протягом півтора століть найпоширенішим промисловим пічним паливом для опалення було вугілля. Вугільні печі зустрічалися будь-яких розмірів і форм з різним принципом роботи. Вугілля горить при набагато вищій температурі, ніж деревина. Вугільні печі повинні бути сконструйовані так, щоб витримувати сильне нагрівання. На відміну від дров'яної печі, не оснащеної решітками, вугільну піч можна палити або дровами, або вугіллям (решітки у вугільних печах можуть бути знімними). Вугільні печі оснащені решітками, які дозволяють направляти частину повітря, необхідного для горіння, знизу (під вогонь). Частка повітря, що розподіляється над і під вогнем залежить від типу вугілля. Буре вугілля і лігніти в процесі нагрівання виділяють більше горючих газів, ніж антрацит і тому для повнішого згоряння необхідно більше повітря над вогнем. Співвідношення повітря над і під вогнем необхідно ретельно відрегулювати, щоб забезпечити повне згорання. При однаковому обсязі вугілля дає більше тепла, ніж та ж кількість деревини, тим не менш вугільні печі були закинуті через створювані ними екологічних проблем.

## Матеріали

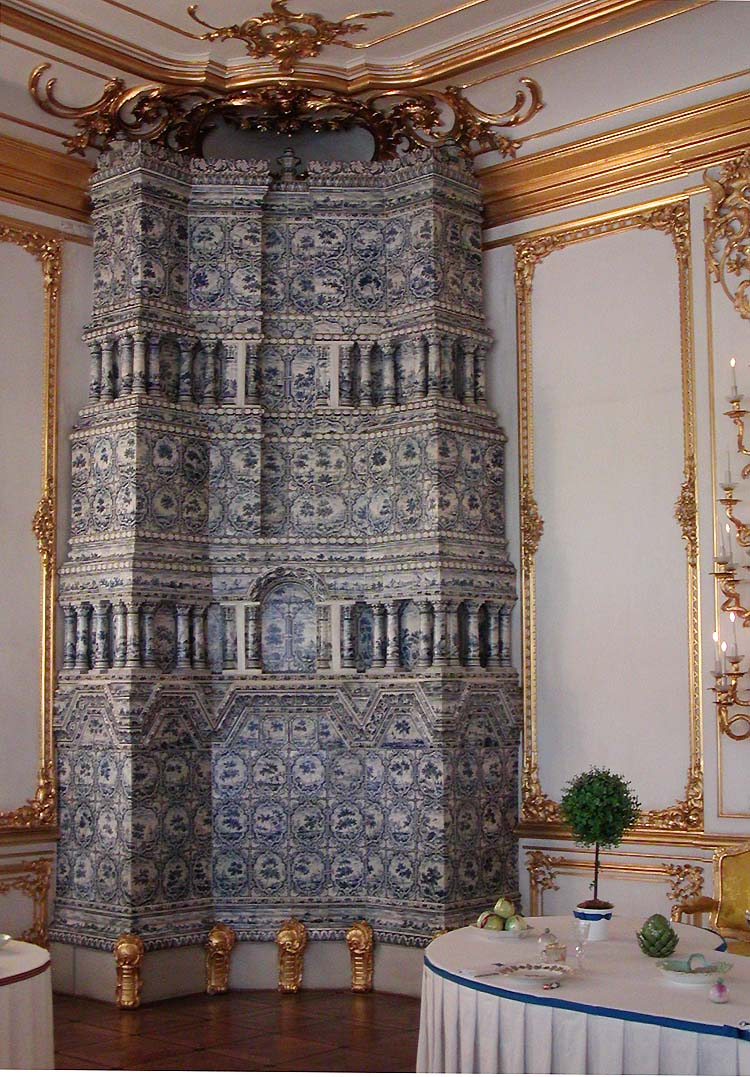
Піч з кахлями в обідньому залі Великого Катерининського палацу (Санкт-Петербург).

Цегляні печі розроблялися з можливістю регулювання витрати повітря при горінні. Кладка топки забезпечувала практично повне згоряння при спалюванні різних видів палива без обмеження припливу повітря. Максимальне використання температури гарячих газів сприяло випромінюванню тепла протягом тривалого періоду часу без необхідності постійної топки, при цьому температура кам'яної поверхні печі залишалася безпечною для дотику.